# Lofentanil
Lofentanil è uno dei più potenti oppioidi analgesici analogo del fentanyl, sviluppato nel 1980.

## Descrizione
È simile al carfentanil (4-carbomethoxyfentanyl), solo leggermente più potente. Lofentanil può essere descritto come 3-methylcarfentanil, o 3-metil-4-carbomethoxyfentanyl. Mentre il 3-metilfentanil è notevolmente più potente del fentanyl stesso, è solo leggermente più forte del carfentanil.  Ciò suggerisce che la sostituzione alle posizioni 3 e 4 dell'anello piperidina possa aumentare le affinità per i recettori μ-oppioidi. 
Come con altri derivati del fentanil, la stereoisomeria del lofentanil è molto importante, poiché alcuni stereoisomeri sono molto più potenti di altri. 
Il lofentanil è molto simile al carfentanil in quanto ad effetti, ma ha una durata d'azione più lunga. Questo lo rende inadatto per la maggior parte delle applicazioni pratiche, infatti il carfentanil rimane il farmaco preferito per narcotizzare animali di grossa taglia, mentre i suoi derivati ad azione breve come il sufentanil o il remifentanil sono pensati per l'uso umano in varie procedure chirurgiche invasive. La lunga durata ed elevata lipofilia del lofentanil sono state suggerite come un vantaggio per alcuni tipi di analgesia, ma l'applicazione principale per lofentanil in questo momento è la ricerca nel campo dei recettori per gli oppiacei. 
Gli effetti collaterali da lofentanil sono simili a quelli degli altri analoghi oppioidi, come sedazione, euforia, nausea, prurito e depressione respiratoria; tuttavia potrebbero essere particolarmente problematici a causa della sua lunga durata d'azione. Un altro effetto collaterale caratteristico del fentanil e dei suoi derivati è la loro tendenza a indurre rapidamente tolleranza per via dell'alta affinità di legame con i recettori per gli oppiacei normalmente attivati dall'uso cronico di oppioidi, il che provoca una rapida interiorizzazione.